# 2 euro commemorativi emessi nel 2005
| Immagine | Paese              | Tema | Tiratura   | Emissione       | Disegnatore               |
| --- | ------------------ | --- | ---------- | --------------- | ------------------------- |
| | Lussemburgo        | 100º anniversario della scomparsa del granduca Adolfo e 50º anniversario della nascita del granduca Enrico | 2 769 000  | 8 febbraio 2005 | Yvette Gastauer-Claire    |
| Descrizione: sul lato sinistro della parte interna della moneta è raffigurato il profilo di Sua Altezza Reale, il Granduca Henri, volto a destra, sovrapposto sull'effigie di un suo predecessore, il Granduca Adolphe, sul lato destro della parte interna. Le effigi sono sovrastate dalla legenda, in forma semicircolare, «GRANDS-DUCS DE LUXEMBOURG». Le scritte «HENRI * 1955 ADOLPHE + 1905» sono disposte al di sotto delle rispettive effigi. Sull’anello esterno della moneta figurano le 12 stelle della bandiera dell’Unione europea, disposte sul bordo esterno della moneta tra le lettere dal nome del paese nella lingua nazionale «LËTZEBUERG». Nella parte inferiore è riportato l'anno di conio, 2005, ai cui lati sono apposti il logo della zecca e la lettera «S».                                                                                    |                    | |            |                 |                           |
| | Austria            | 50º anniversario della firma del Trattato di Stato austriaco                                               | 7 000 000  | 11 maggio 2005  | Helmut Andexlinger        |
| Descrizione: nella parte interna vengono riprodotte le firme e i sigilli dell'ultima pagina del trattato sullo Stato austriaco, siglato nel maggio 1955 dai ministri degli esteri e dagli ambasciatori dell'Unione Sovietica, della Gran Bretagna, degli Stati Uniti e della Francia, e dall'allora ministro degli esteri austriaco Leopold Figl. Al di sopra dei sigilli è apposta l'iscrizione «50 JAHRE STAATSVERTRAG», che si estende lungo il bordo superiore della parte interna della moneta a guisa di semicerchio con leggera inclinazione sulla destra. Nella parte inferiore sinistra è inciso l'anno di emissione (2005). Sullo sfondo a righe verticali della parte interna compare la raffigurazione araldica dei colori nazionali austriaci (rosso-bianco-rosso). Sull’anello esterno della moneta figurano le 12 stelle della bandiera dell’Unione europea. |                    | |            |                 |                           |
| | Belgio             | Unione economica Belgio - Lussemburgo                                                                      | 6 023 000  | 20 maggio 2005  | Luc Luycx                 |
| Descrizione: al centro della faccia sono raffigurati in effigie i profili del Granduca Henri del Lussemburgo e del Re Alberto II del Belgio. Il profilo del Re Alberto II è leggermente sovrapposto a quello del Granduca Henri. Sotto le effigi è impresso l'anno di emissione «2005». Nella parte inferiore destra è riportata la combinazione delle lettere «LL», che rappresentano le iniziali dell'incisore. Le due effigi e l'anno sono circondati dalle dodici stelle dell'Unione e dai monogrammi del Granduca Henri sulla sinistra e del Re Alberto II sulla destra. I due marchi di zecca sono posti ciascuno tra due stelle, l'uno sulla sinistra e l'altro sulla destra della parte inferiore del cerchio esterno. Sull’anello esterno della moneta figurano le 12 stelle della bandiera dell’Unione europea.                                                   |                    | |            |                 |                           |
| | Spagna             | 400º anniversario del romanzo Don Chisciotte di Miguel de Cervantes                                        | 8 000 000  | 30 giugno 2005  | Begoña Castellanos García |
| Descrizione: nella parte centrale della moneta è raffigurata un'immagine di «El Ingenioso Hidalgo Don Quijote de la Mancha», nell'atto di brandire una lancia, con i mulini a vento sullo sfondo. Nella parte sinistra vi è un settore contrassegnato in cui compare incusa la scritta «ESPAÑA», mentre al di sotto di questo settore è impresso il marchio della zecca «M». Sul bordo esterno della moneta sono disposte le dodici stelle dell'Unione europea, quattro delle quali (corrispondenti alle cifre 1, 2, 3 e 4 del quadrante di un orologio), sulla destra, sono incuse in un arco. L'anno di coniazione è impresso nella parte inferiore della moneta, fra tre stelle. Sull’anello esterno della moneta figurano le 12 stelle della bandiera dell’Unione europea.                                                                                              |                    | |            |                 |                           |
| | San Marino         | 2005 - Anno Internazionale della Fisica                                                                    | 130 000    | 14 ottobre 2005 | Luciana De Simoni         |
| Descrizione: nella parte centrale della moneta è illustrata una libera interpretazione del dipinto allegorico di Galileo Galilei denominato «La fisica antica». Nella raffigurazione, l'anno di coniazione compare su uno scrittoio al di sotto di un globo. Sulla parte sinistra dell'immagine è impresso il marchio di zecca «R», mentre le iniziali dell'incisore — «LDS» — sono impresse sulla parte destra. L'iscrizione «San Marino» forma una sorta di semicerchio lungo il bordo superiore della parte interna della moneta, mentre l'incisione «ANNO MONDIALE DELLA FISICA» si estende lungo il bordo inferiore della stessa. Sull’anello esterno della moneta figurano le 12 stelle della bandiera dell’Unione europea. Negli spazi che dividono le stelle si intravedono parti di un atomo stilizzato, che copre l'intera moneta.                                |                    | |            |                 |                           |
| | Finlandia          | 60º anniversario delle Nazioni Unite e dei 50º anniversario dell'ingresso della Finlandia all'ONU          | 2 000 000  | 25 ottobre 2005 | Tapio Kettunen            |
| Descrizione: nella parte interna della moneta è raffigurata una colomba della pace composta da tessere di puzzle. Al di sotto della figura, lungo il bordo della metà inferiore del cerchio interno, sono impresse le parole «Finland — UN» sulla sinistra mentre l'anno di coniazione è inciso sulla destra; al di sopra dell'incisione dell'anno 2005, vicino al puzzle, è impressa la lettera «K», iniziale dell'incisore. Il marchio della zecca «M» è invece impresso sotto la figura della colomba della pace. Sull’anello esterno della moneta figurano le 12 stelle della bandiera dell’Unione europea. |                    | |            |                 |                           |
| | Italia             | 1º anniversario della firma della Costituzione europea                                                     | 18 000 000 | 29 ottobre 2005 | Maria Carmela Colaneri    |
| Descrizione: la parte interna della moneta reca una raffigurazione di Europa con il toro. Europa ha in mano una penna e il testo della Costituzione europea. Nella parte superiore sinistra dell'immagine è inserito il marchio della zecca «R». Nella parte inferiore sinistra compaiono le iniziali dell'incisore, Maria Carmela Colaneri, «MCC». L'anno di coniazione è impresso nella parte superiore destra dell'immagine, sopra la testa del toro. Nella parte inferiore dell'immagine è inserito il monogramma della Repubblica italiana «RI». Le parole «COSTITUZIONE EUROPEA» formano un semicerchio nella parte inferiore dell'anello esterno. Sull’anello esterno della moneta figurano le 12 stelle della bandiera dell’Unione europea. |                    | |            |                 |                           |
| | Città del Vaticano | Celebrazione della XX Giornata mondiale della gioventù a Colonia                                           | 100 000    | 6 dicembre 2005 | Daniela Longo             |
| Descrizione: la parte interna della moneta reca una raffigurazione della cattedrale di Colonia, con una cometa nella parte superiore del disegno. Le parole «XX GIORNATA MONDIALE DELLA GIOVENTU» formano un semicerchio lungo il bordo superiore della parte interna, interrotto dalla coda della cometa e da una delle guglie della chiesa. Sull’anello esterno della moneta figurano le 12 stelle della bandiera dell’Unione europea, fra le stelle sono inseriti l'anno di coniazione (2005) e il marchio della zecca «R». Nella parte inferiore dell'anello esterno le parole «CITTÀ DEL VATICANO» completano il semicerchio. |                    | |            |                 |                           |